# San Paolo (Masaccio)
Il San Paolo di Masaccio è un pannello del polittico di Pisa, datato 1426. L'opera, che occupava con tutta probabilità il registro superiore, misura 51x30 cm ed è una tempera su tavola a fondo oro. Dei vari scomparti è l'unico che sia rimasto a Pisa ed è conservato nel Museo nazionale di San Matteo.

## Storia
Destinato alla chiesa del Carmine per la cappella del notaio ser Giuliano di Colino degli Scarsi da San Giusto, il polittico di Pisa è l'opera meglio documentata di Masaccio, grazie a un committente particolarmente preciso, che annotò tutti i pagamenti e i solleciti fatti al pittore. 
Il 19 febbraio 1426 l'artista era a Pisa a siglare il contratto e, dopo vari solleciti e richieste a impegnarsi in esclusiva all'opera, il 26 dicembre Masaccio riceveva il saldo per l'opera. 
Entro il 1568 Giorgio Vasari lo vide e lo descrisse nella seconda edizione delle Vite. Nel corso del XVII o XVIII secolo venne rimosso dall'altare, smembrato e disperso.

## Descrizione e stile
San Paolo, che si trovava forse sopra il perduto pannello laterale di San Pietro, è raffigurato dalla vita in su, come l'altro pannello che si conosce di questo registro, il Sant'Andrea del Getty Museum di Los Angeles. Il santo è un po' irsuto, con i capelli lunghi e la folta barba (come un filosofo dell'antichità) e si erge con sguardo fermo e rivolto lontano, vestito con un ampio mantello rosso, che è modellato da ampie campiture di colore lumeggiate sapientemente. A differenza del Sant'Andrea il trattamento delle carni e dei tessuti ha un approccio più delicatamente sfumato e pittorico, mentre nell'altra opera è più contrastante e scultoreo. Le dita sono solide e squadrate.
Secondo la sua usuale iconografia, Paolo tiene con la mano destra la spada e con la sinistra gli Atti degli Apostoli. 
Joannides (1993) mise l'opera in relazione col Geremia di Donatello.